# شينباشي

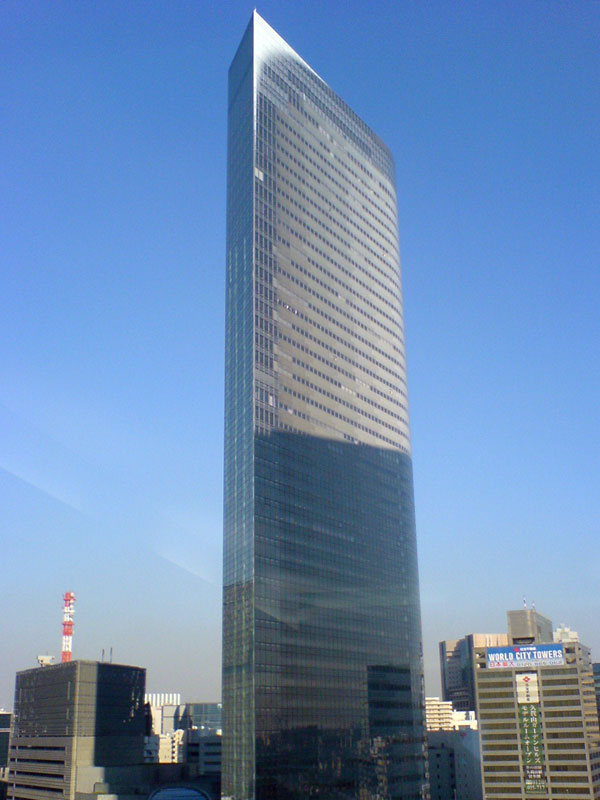
مبنى شركة دينتسو في شينباشي

شينباشي (باليابانية: 新橋) هي منطقة في ميناتو، طوكيو، اليابان تقع إلى الجنوب من غينزا، غرب تسوكيجي، وإلى الشرق من تورانومون، وشمال هاماماتسوتشو. بحسب إحصائيات أبريل 2008، يبلغ تعداد سكان المنطقة 2131 نسمة.

## تاريخ
كانت شينباشي هي المحطة الرئيسية لربط طوكيو على أول خط سكة حديد في اليابان أنشأ عام 1872. وبقيت منذ ذلك الوقت واحدة من أهم محطات طوكيو وتطورت المنطقة المحيطة بها لتصبح مركزا تجارياً يجمع المكاتب الرئيسية للكثير من الشركات.

## شركات في شينباشي
- آل نيبون إيرويز
- فوجيتسو
- أخبار كيودو
- نيبون تلفزيون
- سوفتبانك
- دينتسو

بذرة طوكيو

## أعلام
- كيكو هان